# Ernst Bardenheuer
Ernst Bardenheuer (* 18. Januar 1904 in Xanten; † 7. Juni 1983 in Bad Honnef) war ein deutscher Verwaltungsbeamter, Oberregierungsrat und Landrat.

## Leben
Der katholische Ernst Bardenheuer war ein Sohn des Reichsbahnoberlandmessers Leo Bardenheuer und dessen Ehefrau Anna Maria Elise, geb. Frank. Nach dem Besuch des städtischen Gymnasiums Kreuzgasse in Köln absolvierte er von 1923 bis 1926 in Köln ein Studium der Rechtswissenschaften. Nach der Ersten juristischen Staatsprüfung am 13. Dezember 1926 wurde er am 31. Dezember 1926 zum Gerichtsreferendar ernannt und ab dem 22. November 1926 ließ er sich für zwei Jahre beurlauben. Vom 1. Dezember 1927 bis zum 30. September 1930 war er als Justiziar beim Gerling-Konzern in Köln tätig und am 19. Juli 1929 wurde er mit seiner Schrift Die Kreditgefährdung des Paragraph 824 BGB zum Dr. iur. promoviert.  Am 20. September 1933 wurde er zum Gerichtsassessor und am 17. Mai 1935 zum Regierungsassessor (mit Dienstalter vom 7. Dezember 1933) ernannt, dem eine Beschäftigung beim preußischen Innenministerium folgte. Nach der Ernennung zum Regierungsrat am 1. Februar 1937 war er von 1938 bis 1940 Landrat des Landkreises Braunau und ab dem 12. November 1941 kommissarischer Landrat des Kreises Euskirchen. Nach einer Versetzung ab dem 1. August 1942 war er ab September 1943 im Militär- und Kriegsverwaltungsdienst tätig. 1945 wurde er aus dem Dienst entlassen und bis Juni 1946 interniert. Ab dem 1. April 1949 folgten Tätigkeiten als Versicherungsangestellter sowie für die Stadtverwaltung Mönchengladbach, wo er ab dem 1. Dezember 1950 Stadtoberverwaltungsrat wurde. Nach der Beförderung zum Oberregierungsrat am 1. Juni 1954 wurde er Stellvertreter des Polizeipräsidenten im Polizeipräsidium Recklinghausen. Am 19. Oktober 1956 wurde er Beigeordneter der Stadt Duisburg. Im Herbst 1967 wurde er in den Ruhestand versetzt und anlässlich seiner Pensionierung wurde er durch die Stadt Duisburg mit der Verleihung der Mercator-Plakette gewürdigt.

## Politik
Bardenheuer war seit dem 1. September 1931 Mitglied der NSDAP.(Mitgliedsnummer 607897)

## Publikation
- Die Kreditgefährdung des Paragraph 824 BGB, 1929. OCLC 632275522

## Familie
Ernst Bardenheuer heiratete 1935 in Köln in 1. Ehe Mathilde Schmitz, Tochter des Kaufmanns Schmitz und am 1. März 1978 in 2. Ehe in Bad Honnef Irmgard Liedtke, Tochter von Franz Liedtke und dessen Ehefrau Katharina, geb. Pauwels.